# 益子勝家
益子 勝家（ましこ かついえ）は、戦国時代の武士。下野宇都宮氏の家臣。下野国芳賀郡益子城主。

## 略歴
永正18年/大永元年（1521年）、益子勝清の嫡男として誕生。
家督を継承したが、天文14年（1545年）3月、弟・勝宗が謀叛を起こし殺された。以後、益子氏の家督は勝宗に継承される事となった。